# Церква Святого Апостола Андрія Первозванного (Заводське)
Церква Святого Апостола Андрія Первозваного в Заводському — чинна церква Тернопільсько-Теребовлянської єпархії Православної церкви України в смт Заводське Чортківського району Тернопільської области.

## Історія церкви
Будівництво церкви Святого Апостола Андрія Первозванного розпочалося у 1993 році.
15 грудня 2018 року храм і парафія перейшли до ПЦУ.

## Парохи
| Ім'я                                   | Роки          | Світлини |
| -------------------------------------- | ------------- | -------- |
| митрофорний протоієрей Антон Яворський | від 1992 року |          |